# Иштуган (река)
Иштуган — река в России, протекает в Самарской области; незначительный участок — на границе с Республикой Татарстан. Устье реки находится в 260 км по левому берегу реки Большой Черемшан. Длина реки составляет 11 км. Площадь водосборного бассейна — 25,9 км².
На реке расположены сёла Подлесная Андреевка и Салейкино Шенталинского района Самарской области.

## Данные водного реестра
По данным государственного водного реестра России относится к Нижневолжскому бассейновому округу, водохозяйственный участок реки — Большой Черемшан от истока и до устья. Речной бассейн реки — Волга от верхнего Куйбышевского водохранилища до впадения в Каспий.
Код объекта в государственном водном реестре — 11010000412112100004803.